# Enigmopora
Genre
Enigmopora est un genre de coraux de la famille des Acroporidae.

## Liste d'espèces
Selon World Register of Marine Species (14 février 2019) :
- Enigmopora darveliensis Ditlev, 2003

## Étymologie
Enigmopora doit son nom à la variabilité déroutante des structures septales entre les parties jeunes et matures de la colonie

## Publication originale
- Ditlev, 2003 : New Scleractinian corals (Cnidaria: Anthozoa) from Sabah, North Borneo. Description of one new genus and eight new species, with notes on their taxonomy and ecology. Zoologische Mededelingen Leiden, vol. 77, pp. 193-219 (texte intégral) (en).